# アレックス・イウォビ
アレクサンダー・イウォビ（Alexander Iwobi, 1996年5月3日 - ）は、ナイジェリア・ラゴス出身のサッカー選手。プレミアリーグ・フラムFC所属。ナイジェリア代表。ポジションは、フォワード(ウインガー)、ミッドフィールダー。
元ナイジェリア代表のオーガスティン・オコチャの甥にあたる。

## 経歴

### クラブ
2004年からアーセナルに所属しており、19歳で臨んだプレシーズンでの活躍が認められ、アーセナルと新契約を結ぶ。2015年10月27日のキャピタル・ワン・カップラウンド・オブ・16のシェフィールド・ウェンズデイFC戦で、公式戦デビュー。2015年10月31日のスウォンジー・シティAFC戦の、後半のアディショナルタイムに交代投入され、プレミアリーグデビュー。チャンピオンズリーグのバルセロナ戦に先発で起用されたのを機に、アーセナル内での存在感が増していくことになる。
2016年3月19日、第31節のエヴァートン戦では先発で出場し、初ゴールを記録する。また、第32節のワトフォード戦でもゴールを奪い、2試合連続でゴールを記録した。上記の活躍以降は、アーセン・ベンゲル監督からの信頼を勝ち取り、リーグ戦では8試合連続で先発で起用された。シーズン終了後には、背番号を45から17に変更することが発表された。2016年9月24日、チェルシーFCとのロンドン・ダービーでは、マン・オブ・ザ・マッチを受賞する活躍を見せ、5年ぶりとなるリーグ戦での、ロンドン・ダービーの勝利に貢献した。
2019年8月8日、エヴァートンFCと2024年6月までの5年契約を結んだ。移籍金は3400万ポンドと報じられた。
2023年9月1日、フラムFCに移籍した。契約期間は5年間。

### 代表
世代別ではイングランド代表としてプレーしていたが、A代表では生まれ故郷のナイジェリアを選択。2015年10月9日のコンゴ民主共和国との親善試合で、代表デビュー。2016年10月9日の2018 FIFAワールドカップ予選・ザンビア戦で代表初得点を挙げた。
リオデジャネイロオリンピックの招集メンバーに含まれていたが、クラブ側が招集を拒否し、本大会への出場は叶わなかった。

## 個人成績

### クラブ
2019年5月28日現在
出典：soccerway.com
| クラブ     | シーズン | リーグ戦       | リーグ戦 | リーグ戦 | カップ戦 | カップ戦 | リーグ杯 | リーグ杯 | UCL  | UCL  | UEL  | UEL  | その他 | その他 | 合計 | 合計 |
| クラブ     | シーズン | リーグ         | 試合     | 得点     | 試合     | 得点     | 試合     | 得点     | 試合 | 得点 | 試合 | 得点 | 試合   | 得点   | 試合 | 得点 |
| ---------- | -------- | -------------- | -------- | -------- | -------- | -------- | -------- | -------- | ---- | ---- | ---- | ---- | ------ | ------ | ---- | ---- |
| アーセナル | 2015-16  | プレミアリーグ | 13       | 2        | 5        | 0        | 1        | 0        | 2    | 0    | -    | -    | 0      | 0      | 21   | 2    |
| アーセナル | 2016-17  | プレミアリーグ | 26       | 3        | 3        | 0        | 2        | 0        | 7    | 1    | -    | -    | 0      | 0      | 38   | 4    |
| アーセナル | 2017-18  | プレミアリーグ | 26       | 3        | 1        | 0        | 5        | 0        | -    | -    | 6    | 0    | 1a     | 0      | 38   | 3    |
| アーセナル | 2018-19  | プレミアリーグ | 35       | 3        | 2        | 1        | 3        | 0        | -    | -    | 11   | 2    | -      | -      | 51   | 6    |
| 合計       | 合計     | 合計           | 100      | 11       | 11       | 1        | 11       | 0        | 9    | 1    | 17   | 2    | 1      | 0      | 148  | 15   |

1. ↑  予選、プレーオフも含む。
2. ↑  予選、プレーオフも含む。

aFAコミュニティ・シールド(1)

## 代表歴

### 出場大会
- ナイジェリア代表
  - 2018 FIFAワールドカップ

### 試合数
- 国際Aマッチ 68試合 10得点（2015年-）[17]

| ナイジェリア代表 | 国際Aマッチ | 国際Aマッチ |
| 年               | 出場        | 得点        |
| ---------------- | ----------- | ----------- |
| 2015             | 2           | 0           |
| 2016             | 6           | 1           |
| 2017             | 6           | 3           |
| 2018             | 12          | 1           |
| 2019             | 15          | 2           |
| 2020             | 4           | 2           |
| 2021             | 6           | 0           |
| 2022             | 10          | 1           |
| 2023             | 7           | 0           |
| 2024             |             |             |
| 通算             | 68          | 10          |

### 得点
| #  | 日時           | 会場                                           | 対戦相手     | スコア | 最終結果 | 大会                               |
| -- | -------------- | ---------------------------------------------- | ------------ | ------ | -------- | ---------------------------------- |
| 1. | 2016年10月9日  | ンドラ、レビィ・ムワナワサ・スタジアム         | ザンビア     | 0–1    | ○1–2     | 2018 FIFAワールドカップ予選        |
| 2. | 2017年10月8日  | ウヨ、アクワ・イボム・スタジオアム             | ザンビア     | 1–0    | ○1–0     | 2018 FIFAワールドカップ予選        |
| 3. | 2017年11月15日 | クラスノダール、スタディオンFKクラスノダール   | アルゼンチン | 2–2    | ○4–2     | 親善試合                           |
| 4. | 2017年11月15日 | クラスノダール、スタディオンFKクラスノダール   | アルゼンチン | 4–2    | ○4–2     | 親善試合                           |
| 5. | 2019年7月6日   | ロンドン、ウェンブリー・スタジアム             | イングランド | 2–1    | ●2–1     | 親善試合                           |
| 6. | 2019年6月2日   | アレクサンドリア、アレクサンドリア・スタジアム | カメルーン   | 3–2    | ○3–2     | アフリカネイションズカップ2019     |
| 7. | 2019年11月17日 | マセル、セッソト・スタジアム                   | レソト       | 1–1    | ○2–4     | アフリカネイションズカップ2021予選 |
| 8. | 2020年11月13日 | ベニンシティ、Samuel Ogbemudia Stadium         | シエラレオネ | 1–0    | ▲4–4     | アフリカネイションズカップ2021予選 |
| 9. | 2020年11月13日 | ベニンシティ、Samuel Ogbemudia Stadium         | シエラレオネ | 3–0    | ▲4–4     | アフリカネイションズカップ2021予選 |

1. ↑  勝(○)、分(▲)、敗(●)

## タイトル

### クラブ
アーセナル
- FAカップ：1回（2016-17）
- FAコミュニティ・シールド：1回（2017）

### 個人
- CAF 最優秀若手賞：2016[18]
- CAF ベストイレブン（サブメンバー）： 2016[18]